# Mythimna grandis
Mythimna grandis là một loài bướm đêm trong họ Noctuidae.